# Raionul Căinari
Raionul Căinari (în rusă Кайнарский район) a fost o unitate teritorial-administrativă din RSS Moldovenească (1940–1991) și Republica Moldova (1991–1999).

## Istorie
La fel ca majoritatea raioanelor RSS Moldovenești, raionul Căinari a fost înființat pe 11 noiembrie 1940, iar centru raional a fost desemnat satul Taraclia.
Până la 16 octombrie 1949 raionul a fost în componența ținutului Bender, iar după abolirea divizării pe ținuturi a intrat în subordonare republicană. 
Din 31 ianuarie 1952 până în 15 iunie 1953, raionul a intrat în componența districtului Tiraspol, după abolirea districtelor din RSSM a redevenit din nou în subordonare republicană.
La 13 august 1985 raionul este redenumit în Dumbrăveni, incluzând aproape toate satele ale fostului raion Căinari, precum și mai multe sate din raioanele vecine. Centrul raional devenise ATU Dumbrăveni – Căinariul redenumit.
Pe 25 mai 1991 orașul Dumbrăveni a fost redenumit în Căinari, urmată și de redenumirea raionului.
În 1999, teritoriu raionului intră în componența a trei județe: Chișinău, Lăpușna și Tighina.
În 2002, la reîntoarcerea diviziunii administrative pe raioane, raionul Căinari n-a fost restaurat, iar teritoriul acestuia a fost împărțit între cele patru raioane învecinate: Anenii Noi, Căușeni, Cimișlia și Ialoveni.

## Divizare administrativă
Până în anul 1999, raionul Căinari includea următoarele așezări: 
- 1 oraș (Căinari)
- 7 sate, care nu făceau parte din comune
- 24 sate, care făceau parte din 10 comune.